# Ponthieva poitaei
Ponthieva poitaei là một loài thực vật có hoa trong họ Lan. Loài này được Rchb.f. ex Nir mô tả khoa học đầu tiên năm 2000.